# Lijst van nummer 1-hits in Italië in 2000
Deze hits stonden in 2000 op nummer 1 in de Hit Parade Italia en vanaf 3 februari in de FIMI Single Top 20, de bekendste hitlijst in Italië.
| Datum        | Artiest             | Titel                            |
| ------------ | ------------------- | -------------------------------- |
| 1 januari    | Vasco Rossi         | La fine del millennio            |
| 8 januari    | Vasco Rossi         | La fine del millennio            |
| 15 januari   | Eiffel 65           | Move your body                   |
| 22 januari   | Eiffel 65           | Move your body                   |
| 29 januari   | Eiffel 65           | Move your body                   |
| 3 februari   | Aqua                | Cartoon heroes                   |
| 10 februari  | Oasis               | Go let it out                    |
| 17 februari  | Oasis               | Go let it out                    |
| 24 februari  | All Saints          | Pure shores                      |
| 2 maart      | Madonna             | American pie                     |
| 9 maart      | Madonna             | American pie                     |
| 16 maart     | Madonna             | American pie                     |
| 23 maart     | Madonna             | American pie                     |
| 30 maart     | Renato Zero & Mina  | Tutti gli zeri del mondo         |
| 6 april      | Renato Zero & Mina  | Tutti gli zeri del mondo         |
| 13 april     | Piero Pelù          | Io ci sarò                       |
| 20 april     | Piero Pelù          | Io ci sarò                       |
| 27 april     | Madonna             | American pie                     |
| 4 mei        | The Bloodhound Gang | The bad touch                    |
| 11 mei       | Britney Spears      | Oops!... I did it again          |
| 18 mei       | Bon Jovi            | It's my life                     |
| 25 mei       | Bon Jovi            | It's my life                     |
| 1 juni       | Bon Jovi            | It's my life                     |
| 8 juni       | Bon Jovi            | It's my life                     |
| 15 juni      | Paola & Chiara      | Vamos a bailar (esta vida nueva) |
| 22 juni      | Bon Jovi            | It's my life                     |
| 29 juni      | Bon Jovi            | It's my life                     |
| 6 juli       | Paola & Chiara      | Vamos a bailar (esta vida nueva) |
| 13 juli      | Paola & Chiara      | Vamos a bailar (esta vida nueva) |
| 20 juli      | Paola & Chiara      | Vamos a bailar (esta vida nueva) |
| 27 juli      | Bomfunk MC's        | Freestyler                       |
| 3 augustus   | Bomfunk MC's        | Freestyler                       |
| 10 augustus  | Bomfunk MC's        | Freestyler                       |
| 17 augustus  | Bomfunk MC's        | Freestyler                       |
| 24 augustus  | Madonna             | Music                            |
| 31 augustus  | Madonna             | Music                            |
| 7 september  | Madonna             | Music                            |
| 14 september | Madonna             | Music                            |
| 21 september | Madonna             | Music                            |
| 28 september | Madonna             | Music                            |
| 5 oktober    | Eros Ramazzotti     | Fuoco nel fuoco                  |
| 12 oktober   | U2                  | Beautiful day                    |
| 19 oktober   | U2                  | Beautiful day                    |
| 26 oktober   | U2                  | Beautiful day                    |
| 2 november   | Ricky Martin        | She bangs                        |
| 9 november   | U2                  | Beautiful day                    |
| 16 november  | Backstreet Boys     | Shape of my heart                |
| 23 november  | Lenny Kravitz       | Again                            |
| 30 november  | Lenny Kravitz       | Again                            |
| 7 december   | Lenny Kravitz       | Again                            |
| 14 december  | Madonna             | Don't tell me                    |
| 21 december  | Shivaree            | Goodnight moon                   |
| 28 december  | Shivaree            | Goodnight moon                   |